# Elisabeth af Holsten
Elisabeth af Holsten (død 25. januar 1416, begravet i Cammin). Datter af greve Nikolaus af Holsten og Elisabeth af Braunschweig-Lüneburg.
Elisabeth giftede sig første gang med hertug Albrecht 4. af Mecklenburg (død 1388). Hun havde et stort livgeding omfattende besiddelser i Holsten og i Sønderjylland, blandt andet Åbenrå by og borg med Sønder Rangstrup og Rise Herreder, det halve af øen Barsø, de kongelige birker Varnæs, Søderup og Alslev samt Kværn og Stenbjerg Sogne i Ny Herred; desuden fik hun 200 mark i årlig rente af Flensborg by og anden ret i byen. Som følge af den økonomiske og politiske betydning af disse besiddelser fik hertug Gerhard sikret sig at blive hendes formynder.
Hun giftede sig anden gang 1404 med hertug Erik 5. af Sachsen-Lauenburg (død 1436). Hun solgte under dette ægteskab sine besiddelser til dronning Margrethe 1. for 3.000 mark lybsk.
Hun døde barnløs.